# Dongguan
Dongguan é uma cidade da República Popular da China que fica situada na província de Cantão (Guangdong).

## Economia
Importante cidade industrial localizada no Delta do Rio das Pérolas, Dongguan faz fronteira com a capital da província, a cidade de Cantão (Guangzhou), ao norte, Huizhou ao nordeste, Shenzhen, a sul, e Foshan a oeste. Lá fica situado um dos maiores shoppings do mundo, o South China Mall. A administração da cidade é considerada especialmente progressista na busca de investimento estrangeiro.  Empresas como DuPont, Samsung, Nokia, Coca-Cola, Nestlé e Maersk tem fábricas na cidade.  O crescimento também levou Dongguan a ganhar uma reputação de "capital do turismo sexual chinesa", com um número entre 500,000 e 800,000 pessoas – cerca de 10% da população local – trabalhar no ramo da prostituição.

## Demografia
A sua população em 2000 rondava 6,445,700  habitantes e em 2010 8.220.237  habitantes, a maior parte - 6.3 milhões - constituída de migrantes de outras regiões.
Dongguan tem uma comunidade brasileira, que começou a emigrar na década de 1990 diante da perda de competitividade da indústria nacional para os chineses. A maioria era da região gaúcha do Vale dos Sinos, contribuindo com conhecimentos da indústria de calçados que nas décadas de 70 e 80 fizeram o Brasil se destacar na fabricação e exportação de sapatos de couro a preços baixos. O crescimento da comunidade, que chegou a 4 mil habitantes - em 2013 eram 1.753, segundo o Consulado do Brasil em Cantão - levou Dongguan a ter várias churrascarias, escola de capoeira e um colégio com currículo brasileiro.